# Joanis Butos
Joanis (Janis) Butos (gr. Ιωάννης (Γιάννης) Μπούτος; ur. 3 maja 1925 w Meligalas koło Ichalii, zm. 8 lipca 2004) – grecki polityk i prawnik, wieloletni parlamentarzysta krajowy, eurodeputowany II kadencji, w latach 1974–1975 i 1976–1980 minister w różnych resortach.

## Życiorys
Wywodził się z rodziny o wielopokoleniowych tradycjach politycznych, był jej piątym członkiem zasiadającym w parlamencie. Ukończył studia prawnicze na Uniwersytecie Narodowym im. Kapodistriasa w Atenach, kształcił się podyplomowo w zakresie ekonomii i politologii w London School of Economics. Początkowo działał w Partii Liberalnej i Narodowej Unii Radykalnej. W 1950 po raz pierwszy wybrany do Parlamentu Grecji, zasiadał w nim do zamachu stanu w 1967. Zajmował stanowisko wiceministra ds. koordynacji (1961–1963, 1967).
Po obaleniu junty czarnych pułkowników przystąpił do Nowej Demokracji. Od 1974 do 1993 ponownie zasiadał w krajowym parlamencie (z przerwą od czerwca do listopada 1989). W 1974 wiceminister w kancelarii premiera w ramach rządu jedności narodowej, później minister handlu (1974–1975) i wiceminister koordynacji (1975–1976). W kolejnych latach kierował resortami rolnictwa (1976–1977), finansów (1977–1978), ponownie rolnictwa (1978–1980) i koordynacji (1980). W 1984 wybrano go posłem do Parlamentu Europejskiego. Należał do Europejskiej Partii Ludowej, w 1986 przeszedł do Europejskiego Sojuszu Demokratycznego, w którym został wiceprzewodniczącym. W 1985 opuścił Nową Demokrację, zbliżając się z czasem do Ogólnogreckiego Ruchu Socjalistycznego, z jego listy wybierano go do legislatywy w listopadzie 1989 i 1990. Od października 1993 do grudnia 1994 pozostawał prezesem Banku Grecji, zrezygnował z funkcji po konflikcie z ministrem finansów.
Miał dwóch synów, Periklisa (ambasadora) i Wasiliosa.